# 県南広域振興局
| 県南広域振興圏のデータ |                                                  |
| 面積                   | 5,255.03 km2 （全県比：34.4%） （2009年10月1日） |
| 国勢調査               | 507,567 人 （全県比：38.2%） （2010年10月1日）   |
| 推計人口               | 438,114 人 （全県比：38.5%） （2025年2月1日）    |

岩手県 地域区分図

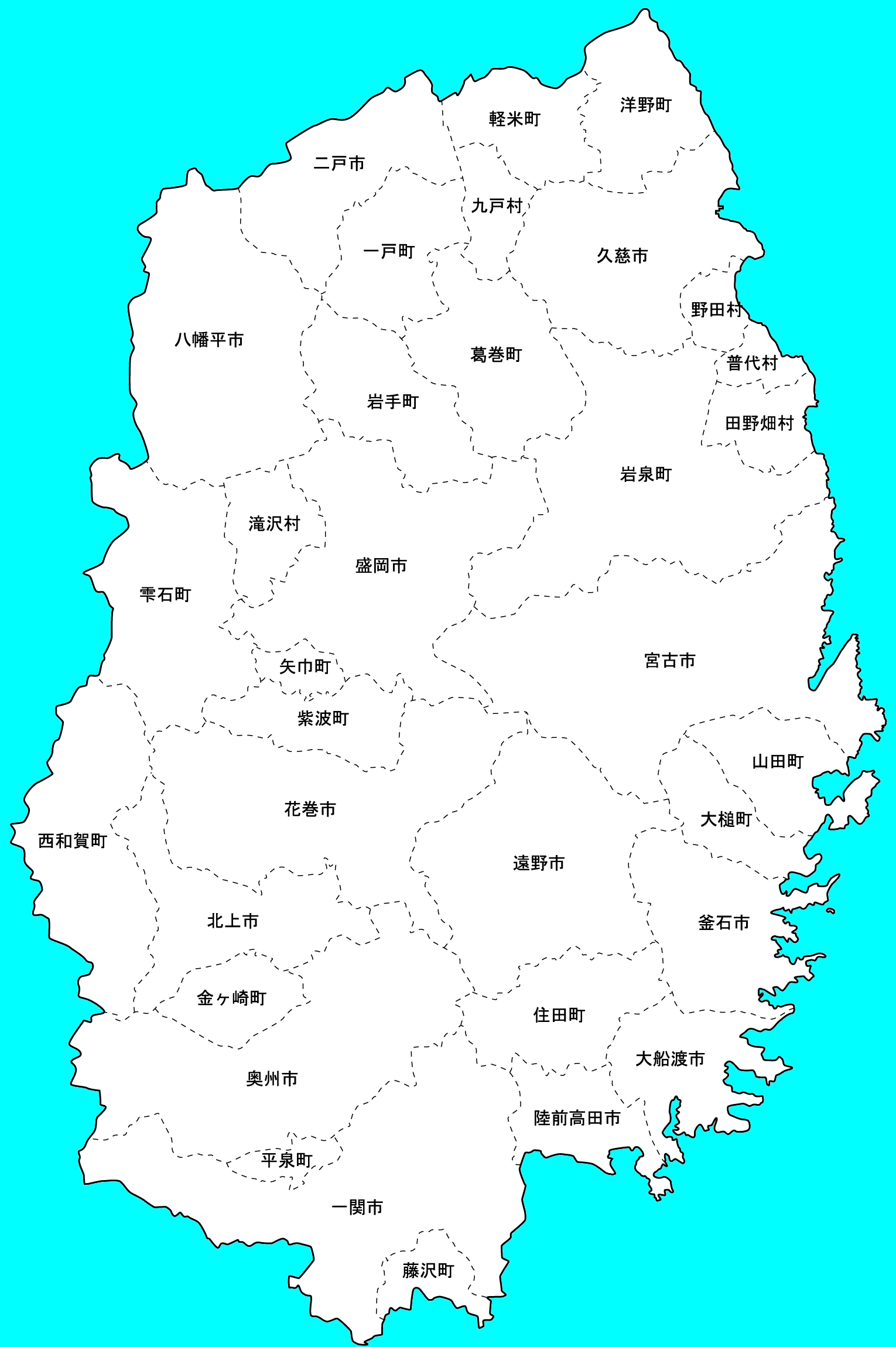
岩手県-地方行政区分-地図

県南広域振興局（けんなんこういきしんこうきょく）は、岩手県の県南広域振興圏を管轄する県の出先機関（支庁）であり、奥州市に置かれている。管内の人口は、県内4広域振興局のうち最大。
地方振興局の広域振興局体制への移行により2006年（平成18年）から現在の名称となった。県南広域振興局長は、県の事務方のトップである企画理事を兼務するのが慣例である。

## 県南広域振興圏
| 自治体         | 位置                                  | 2025年2月1日 推計人口 | 面積        |
| -------------- | ------------------------------------- | --------------------- | ----------- |
| 花巻市         | 北緯39度23分18.9秒 東経141度7分0.8秒  | 088,237 人            | 0908.32 km2 |
| 北上市         | 北緯39度17分12.2秒 東経141度6分48.1秒 | 091,880 人            | 0437.55 km2 |
| 遠野市         | 北緯39度19分39.7秒 東経141度32分0.4秒 | 023,066 人            | 0825.62 km2 |
| 一関市         | 北緯38度56分5.1秒 東経141度7分36.3秒  | 103,232 人            | 1256.25 km2 |
| 奥州市         | 北緯39度8分39.8秒 東経141度8分21.2秒  | 105,642 人            | 0993.35 km2 |
| 和賀郡西和賀町 | 北緯39度26分4.6秒 東経140度45分0.4秒  | 04,391 人             | 0590.78 km2 |
| 胆沢郡金ケ崎町 | 北緯39度11分44.5秒 東経141度6分58.2秒 | 015,073 人            | 0179.77 km2 |
| 西磐井郡平泉町 | 北緯38度59分11.9秒 東経141度6分49.7秒 | 06,593 人             | 063.39 km2  |

## 庁舎所在地
- 本庁舎
  - 〒023-0053 奥州市水沢大手町1-2
    - 周辺には奥州市役所、盛岡地方裁判所水沢支部・盛岡家庭裁判所水沢支部・水沢簡易裁判所、盛岡地方検察庁水沢支部・水沢区検察庁がある。
- 分庁舎
  - 〒023-0053 奥州市水沢大手町5-5
    - 本庁舎に隣接しており、保健福祉環境部・奥州保健所や県南教育事務所駐在所が設置されている。
- 江刺分庁舎
  - 〒023-1111 奥州市江刺大通り7-13
    - 農業改良普及室、奥州農業改良普及センターや農政部農村整備室が設置されている。

上記以外にも一関、千厩、花巻、北上、遠野の各合同庁舎に行政センターを設置している。

## 組織
- 経営企画部
  - 企画推進課
  - 産業振興課
  - 観光労働商業課
- 総務部
  - 総務課
  - 支出入札課
- 県税部
  - 納税課
  - 課税課
    - 一関県税センター
    - 花巻県税センター
- 保健福祉環境部・奥州保健所
  - 企画管理課
  - 福祉課
  - 保健課
  - 環境衛生課
  - 長寿社会課
  - 指導監査課
    - 一関保健福祉環境センター・一関保健所
    - 花巻保健福祉環境センター・中部保健所
- 農政部
  - 農政調整課
  - 農業振興課
    - 一関農林振興センター
    - 花巻農林振興センター
    - 遠野農林振興センター
- 農林部農村整備室
  - 管理用地課
  - 農村計画課
  - 農地整備課
  - 農村環境課
    - 一関農村整備センター
    - 北上農村整備センター
- 林務部
  - 林業振興課
  - 森林管理課
    - 一関農林振興センター
    - 花巻農林振興センター
    - 遠野農林振興センター
- 土木部
  - 調整課
  - 管理課
  - 用地課
  - 道路整備課
  - 道路河川環境課
  - 建築指導課
    - 一関土木センター
    - 千厩土木センター
    - 花巻土木センター
    - 北上土木センター
    - 遠野土木センター
- 奥州審査指導監
- 一関審査指導監
- 花巻審査指導監
- 県南教育事務所（一関地区合同庁舎内）
  - 企画総務課
  - 教務課
- 中部教育事務所（花巻地区合同庁舎内）
  - 企画総務課
  - 教務課

## 沿革
- 1986年（昭和61年） - 農林事務所や福祉事務所などの単独行政機関を統合して水沢地方振興局、一関地方振興局、花巻地方振興局、北上地方振興局、遠野地方振興局及び千厩地方振興局が設置される。
- 2006年（平成18年） - 一関、花巻、北上、遠野、千厩の各振興局を水沢地方振興局に統合し、県南広域振興局が設置される。一関、花巻、北上には総合支局、遠野、千厩には行政センターが設置される。
- 2010年（平成22年） - 岩手県の組織改編により一関、花巻、北上の各総合支局が廃止となる[2]。

## 関連事項
- 岩手県庁
- 県内の他の広域振興局
  - 盛岡広域振興局
  - 県北広域振興局
  - 沿岸広域振興局
- 都市圏
  - 水沢都市圏
  - 一関都市圏
  - 北上都市圏
- 関係者
  - 勝部修